# Khlong Bangkok Noi

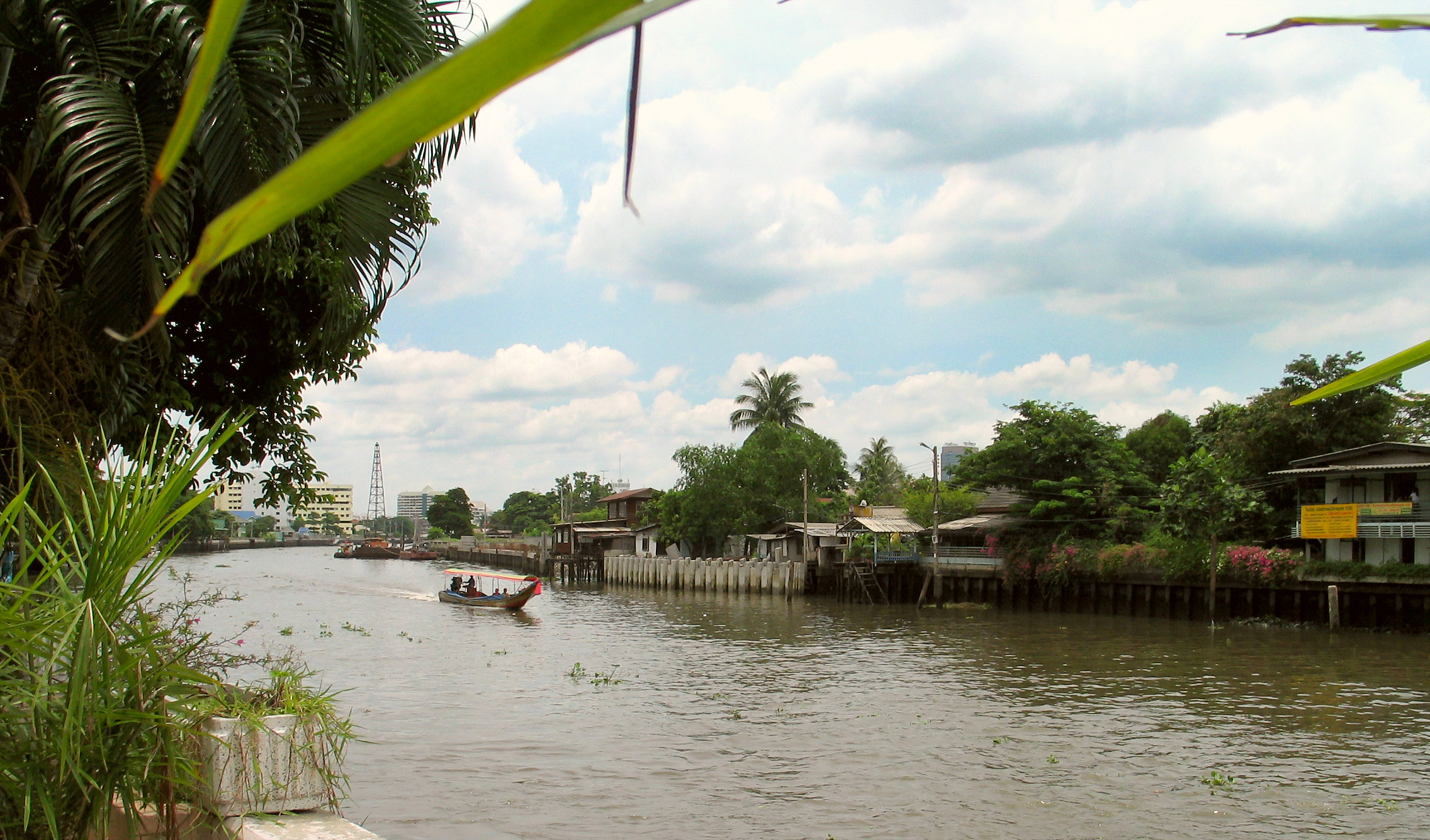
Khlong Bangkok Noi am Wat Sri Sudaram, Blick nach Westen

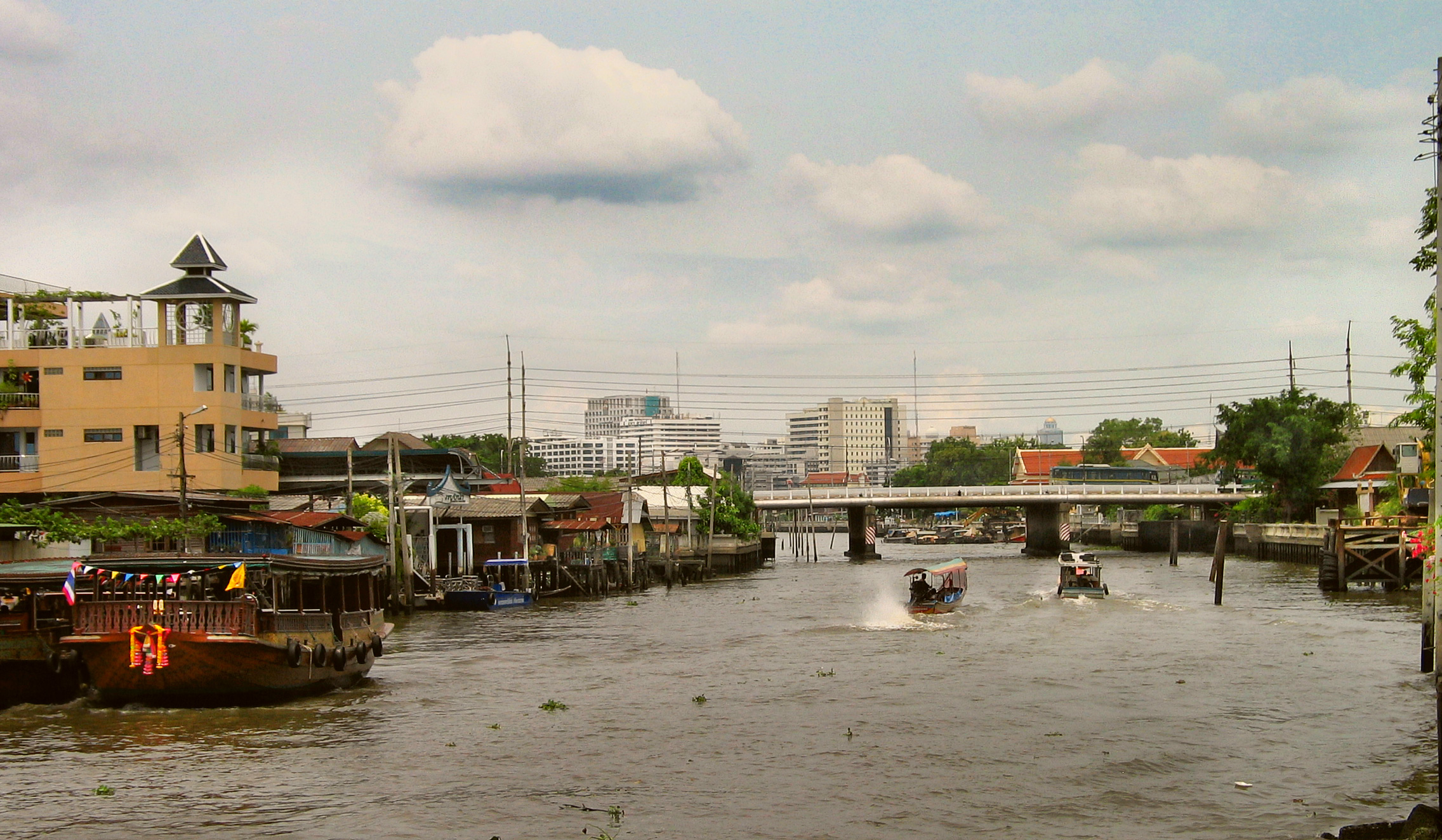
Khlong Bangkok Noi am Wat Sri Sudaram, Blick nach Osten

Der Khlong Bangkok Noi (Thai: คลองบางกอกน้อย) ist ein  Kanal (Khlong) im westlichen Teil von Bangkok, der Hauptstadt von Thailand.

## Lage und Verlauf
Der Khlong Bangkok Noi führt vom Landkreis Mueang Nonthaburi (⊙) durch die Landkreise (Amphoe) Bang Kruai und Bang Yai, dann weiter durch die Bangkoker Distrikte (Khet) Taling Chan und Bangkok Noi, wo er in den Mae Nam Chao Phraya (Chao-Phraya-Fluss) (⊙) mündet. Der nördliche Bereich des Kanals wird auf manchen Karten auch als Maenam Om (แม่น้ำอ้อม – Om-Fluss) bezeichnet, für den Bangkok Noi bleibt dann nur das etwa 3,5 Kilometer lange südliche Teilstück bis zum Chao Phraya.

## Geschichte
In der Regierungszeit von König Chairacha, König des Königreiches Ayutthaya von 1534 bis 1546, wurde auf Geheiß des Königs ein Kanal gegraben, um die Fahrtzeit der Schiffe auf dem Chao-Phraya-Strom vom Golf von Thailand bis zur Hauptstadt Ayutthaya abzukürzen. Der nur etwa drei Kilometer lange Kanal kürzte eine etwa 15 Kilometer lange Schleife des Flusses ab, er beginnt gegenüber der heutigen Thammasat-Universität und führt in einem leichten Bogen in Nord-Süd-Richtung bis kurz hinter den heutigen Wat Arun. Im Laufe der Jahrhunderte hat der Chao Phraya seinen Lauf geändert, der ehemalige Kanal wurde zum 200 Meter breiten Fluss, und der ehemalige Fluss verlandete. Er heißt heute Khlong Bangkok Noi („Bangkok-Noi-Kanal“ – Kleiner Kanal am Dorf der Olivenbäume) und Khlong Bangkok Yai („Bangkok-Yai-Kanal“ – Großer Kanal am Dorf der Olivenbäume).

## Sehenswürdigkeiten am Kanal
- Der Bahnhof Thonburi (auch: Thon Buri Railway Station) liegt am südlichen Ufer des Khlong Bangkok Noi, dort, wo er in den Chao Phraya mündet. Hier fuhren die Züge ab in Richtung Westen, hauptsächlich zur Provinz Kanchanaburi, aber auch bis nach Südthailand. Der Bahnhof wurde 1900 vom deutschen Architekten Karl Döhring im europäischen Stil erbaut. Im Zweiten Weltkrieg wurde er von den Japanern als Nachschub-Basis benutzt und wurde daher auch zerstört. Nach dem Krieg wurde das Bahnhofsgebäude im gleichen Stil wieder errichtet. Im Jahre 2003 wurde der eigentliche Bahnhof etwa 1 km nach Westen verlegt, seitdem ist das alte Gebäude ungenutzt. Das dadurch freigewordene Bahngelände ist für die Erweiterung des Krankenhauses vorgesehen, wird aber derzeit nur als Parkplatz benutzt.
- National Museum of the Royal Barges am nördlichen Ufer des Kanals nahe der Mündung in den Chao Phraya – zeigt die Geschichte der königlichen Barkenprozession, mit interessanten Ausstellungsstücken.
- Wat Suwannaram Ratcha Woravihan am südlichen Ufer des Kanals – gegründet in der Ayutthaya-Periode, sehr sehenswerte Wandmalereien der letzten 10 Jatakas (Thai: „Tosachat“) im Ubosot ausgeführt von Master Thong Yu und Master Khong Pae, welche berühmte Künstler zur Zeit von König Rama III. waren.
- Ban-Bu-Siedlung – hier leben die Nachkommen von Flüchtlingen, die vor der Zerstörung von Ayutthaya durch die Burmesen flohen. Die Siedlung ist bekannt für „Khan Long Hin“, auf traditionelle Art hergestellte Metall-Schalen, die aus einer Legierung von Bronze, Zinn und „Thong Mah Lau“, einer bestimmten Art Gold, hergestellt werden.
- Wat Sri Sudaram – Thailands National-Dichter Sunthorn Pu erhielt hier seine Erziehung. Hinter einem Denkmal des Poeten steht eine Predigt-Halle („Sala Kan Parian“) aus der Ayutthaya-Zeit.